# حاضر العالم الإسلامي
حاضر العالم الإسلامي (بالإنجليزية: The New World of Islam)‏؛ يعتبر كتاب حاضر العالم الإسلامي لمؤلفه المستشرق لوثروب ستودارد الأمريكي أحد أهم مؤلفاته؛ وقد تُرجم إلى التركية والألمانية والفرنسية فضلاً عن العربية.

## التعريف بالكتاب وأهميته
صدر الكتاب في عام 1921م، ويتكون من أربعة أجزاء. وعاصر مؤلفه كثيراً من الأحداث التي كتب عنها، وقد صور في هذا الكتاب حال الأمة الإسلامية بتتبع يبدأ بظهور الرسالة المحمدية وصولاً إلى الحرب العالمية الأولى وردود الفعل الشرقية، وما خلفته من آثار اقتصادية واجتماعية، كذلك يعتبر مرآة تعكس الكثير من الحقائق والشبهات عن الأمتين الشرقية والغربية - خلال القرن التاسع عشر من الميلاد-.